# Kota Kapur
Kota Kapur is een bestuurslaag in het regentschap Bangka van de provincie Bangka-Belitung, Indonesië. Kota Kapur telt 1971 inwoners (volkstelling 2010).